# Zpětné získávání tepla

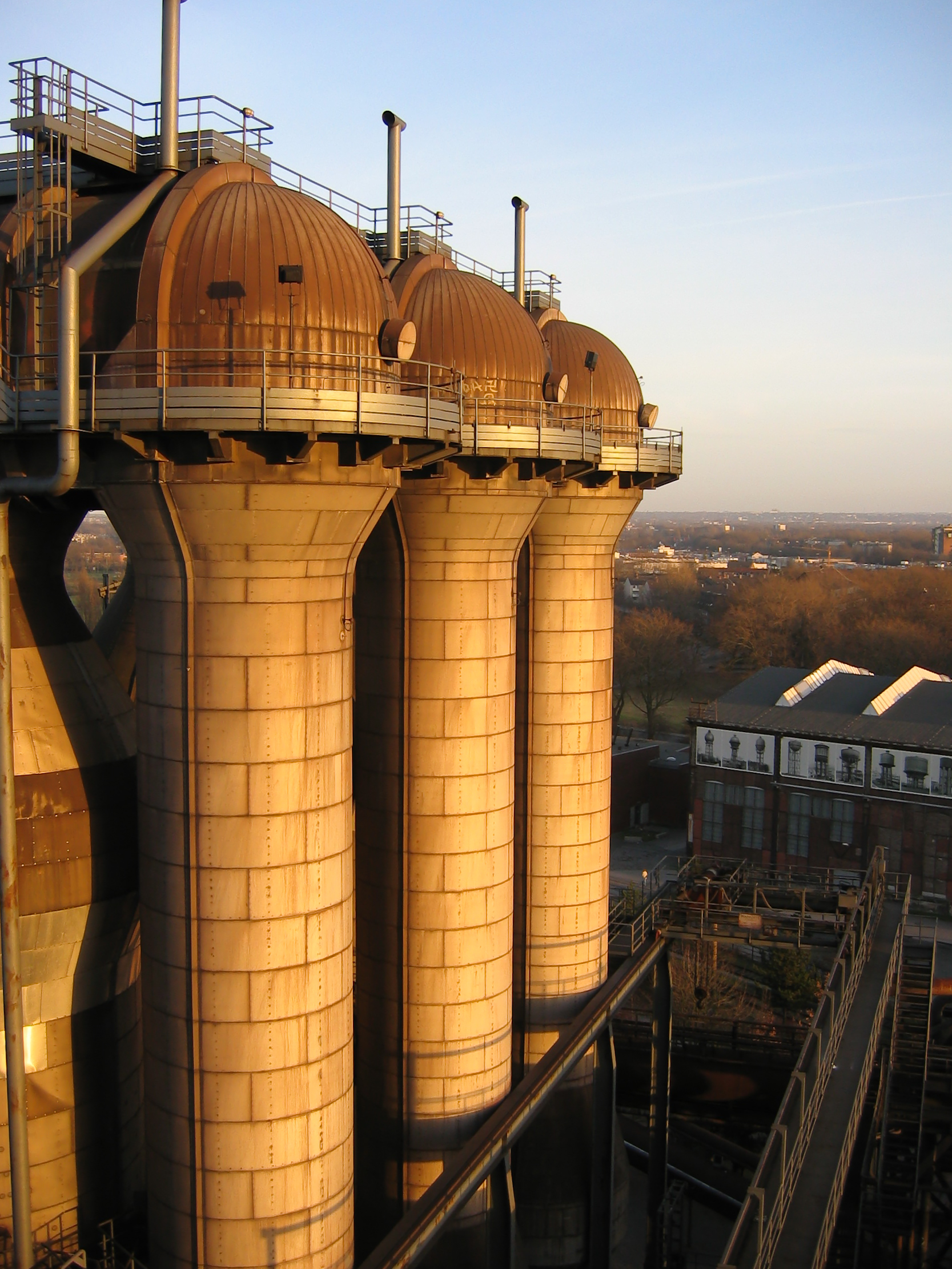
mohutné předehřívače vzduchu, sloužící k rekuperaci tepla při výrobě železa

Zpětné získávání tepla (ZZT) je systém používaný v řadě technických oborů. Důležité je využití ve vzduchotechnických systémech a systémech odpadních vod, které získávají teplo z odpadního vzduchu, odpadní vody a jiných látek. Významnou oblastí zpětného získávání tepla je průmysl, výroba a služby. Typické je to především v hutnictví, kde je vzduch, vstupující do pecí, předehříván teplem odcházejících kouřových plynů. Ale také ve výrobách a službách, kde odchází do kanalizací velké množství teplé až horké odpadní vody. Lze tak ušetřit část energie, kterou by jinak bylo nutné do systému dodat jiným zdrojem tepla.
Často tento proces bývá označován jako rekuperace, nicméně rekuperace je obecnější pojem zahrnující zpětné získávání jakékoliv formy energie. (Například rekuperace elektrické energie při brzdění tramvaje, kdy se elektromotor chová naopak jako generátor a elektrická energie získaná z pohybu tramvaje se vrací do elektrické soustavy.)

## Využití rekuperace v rodinném domě
Zpětné získávání tepla z odpadního vzduchu v současné době nachází velké uplatnění v rodinných domech a bytech. Rekuperace řeší dilema mezi přívodem čerstvého vzduchu a ztrátou tepla, které se ztrácí při větrání.
Pro zajištění minimálního hygienického množství větracího vzduchu pomocí oken by bylo zapotřebí větrat asi hodinu [zdroj?]. Při takovémto větrání se ztratí 50–75 % tepla.
Řízeným větráním pomocí vzduchotechnické jednotky  se zpětným ziskem tepla lze zajistit výměnu vzduchu bez významných energetických ztrát. Kvalitní rekuperační zařízení mají účinnost zpětného zisku tepla kolem 90 % v celém rozsahu otáček ventilátoru. Při největších mrazech je rekuperace schopna zajistit, aby do místnosti proudil předehřátý vzduch o minimální teplotě 18 °C[zdroj?]. V letním parnu je naopak možné pomocí rekuperace zchladit přiváděný vzduch.

## Princip rekuperace
Rekuperační zařízení využívá tepla vzduchu odsávaného z interiéru k předehřevu chladného vzduchu z venkovního prostředí v zimním období. V létě – naopak – chladnější odsávaný vzduch zajišťuje předchlazení horkého, venkovního. Samotné předání tepla (chladu) je zajišťován přes protiproudý výměník.
Rekuperační systém bývá součástí komplexních vzduchotechnických jednotek, které zajišťují úpravu a dostatečné množství venkovního vzduchu (vlhčení, chlazení, ohřev, filtrace) a odvod vzduchu znehodnoceného (koupelny, kuchyně).
Rekuperátory s křížovo-protiproudými výměníky jsou podle většiny výrobců schopny dosáhnout 90% účinnosti[zdroj?]. Tato hodnota však často klesá se zvyšující se zátěží, kdy roste objem průtoku vzduchu. Při 100% zátěži může účinnost klesnout až pod 70 %[zdroj?]. Nejvíce účinné jsou protiproudé kanálové výměníky s dostatečnou plochou, která by například pro větrací množství vzduchu 300 m³ za hodinu měla být asi 60 m²[zdroj?]. Takováto zařízení by měla být schopna dosáhnout deklarované 90 % účinnosti.

## Rekuperační výměníky

### přímé „deskové“ (vzduch–vzduch)
Dochází v nich k přímé výměně tepla mezi proudem vzduchu s vyšší teplotou a vzduchu s nižší teplotou přes teplosměnnou desku.
- účinnost 60–70 %
- výhody:
  - malé tlakové ztráty
  - vzduchové proudy jsou oddělené
  - nedochází k výměně vlhkosti, leda by byl použit entalpický výměník vlhkosti, nebo speciální výměník s "překlápěním vzduchového proudu a výkonu"
  - není potřeba el. čerpadel
- nevýhody:
  - pouze pro nižší množství tepla předaného
  - malá vzdálenost sacích a výfukových otvorů (norma 1,5 m od sebe je dostatečná, pozor na proudění větru)
    - pro podnulový provoz je potřeba je buď vypínat, nebo předehřívat, účinnost je tím devalvována

### přímé "válcovité" (voda–voda)
Dochází v nich k přímé výměně tepla mezi teplou odpadní vodou a vodou přiváděnou s nižší teplotou přes teplosměnnou vlnitou plochu šnekovité trubky.
- účinnost 70 – 90%
- výhody:
  - není potřeba nosné medium
  - nespotřebovává žádnou další energii, odpadní voda odtéká z nádoby na bázi sifonového efektu
  - nenáročnost údržby
  - dlouhá životnost (plast, nerez)
- nevýhody:
  - nutnost oddělení šedé odpadní vody od splaškové WC vody
  - účinnost klesá úměrně s klesajícím množstvím a teplotou odpadní vody

Rekuperace voda–voda

### přímé vzduch–vzduch protiproudý trubkový výměník
Přes teplosměnnou plochu vnitřní šroubovice dochází k přenosu tepla do vzduchu příchozího, turbulentní, ne lineární proudění

-účinnost 50–80 %
- výhody

výměník není potřeba ochraňovat proti mrazu, zamrzlý kondenzát na počátku šroubovice je plynule odmrazován odchozím vzduchem
- nevýhody
- větší vnitřní průměry jsou vykoupeny větším výměníkem (asi jako lednice)

### nepřímé (kapalina–vzduch)

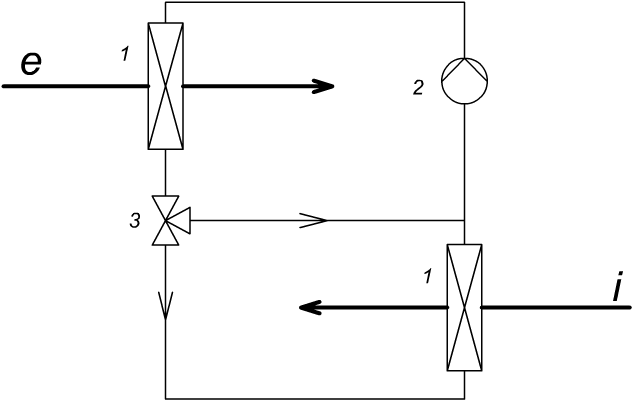
Schéma nepřímého kapalinového výměníku:
e – přívod vzduchu z exteriéru, i – přívod vzduchu z interiéru, 1 – kapalinový výměník, 2 – čerpadlo, 3 – trojcestný ventil

Výměníky jsou umístěny v odváděcím i přiváděcím potrubí, kde teplo akumulujeme v teplonosné kapalině (většinou nemrznoucí směs). Jejich účinnost je přibližně 45–65%.
- výhody:
  - oddělení vzduchových proudů (přiváděný a odváděný vzduchový proud může být od sebe značně vzdálen)
  - příjem tepla lze spojit z více míst
  - menší potřeba zastavěného místa.

- nevýhody:
  - systém je vhodný pouze pro vysoké rozdíly teplot vzduchu
  - vysoké tlakové ztráty (záleží na konstrukci výměníků)
  - nutnost použití čerpadel

### tepelné trubice

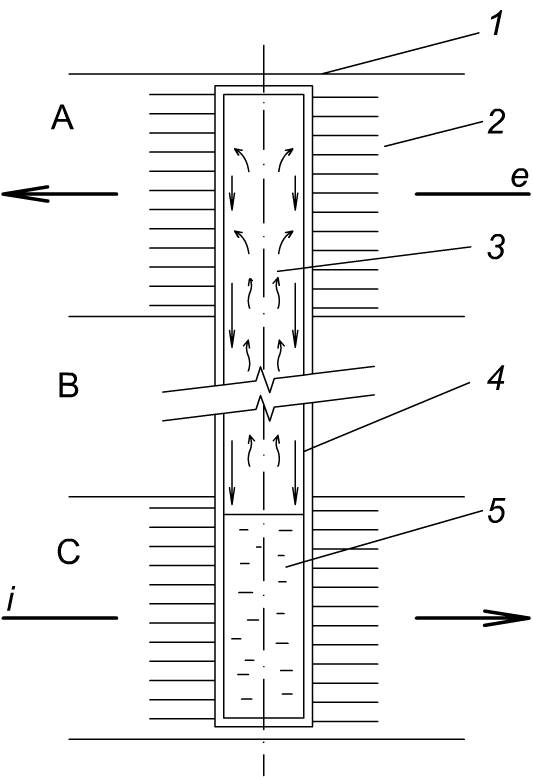
Schéma tepelné trubice
e – přívod vzduchu z exteriéru, i – přívod vzduchu z interiéru, 1 – trubka, 2 – žebrování, 3 – pára teplonosné látky, 4 – stékající kondenzát teplonosné látky ,5 – jímka teplonosné látky v kapalném stavu; A – kondenzační část, B – transportní část, C – Odpařovací část

Využívají odpaření a kondenzace teplonosné kapaliny v žebrových trubkách. Trubice jsou postaveny ve svislém směru, jejich konce (horní a dolní) zasahují do odváděcího a přiváděcího potrubí.

princip: ohřívaní spodní části trubice vznikají páry, které stoupají vzhůru, nahoře předají tepelnou energii, zkondenzují a stékají po stěnách dolů.

– účinnost 45 – 60 %
- trubice má 3. zóny:
  - odpařovací (dole),
  - transportní (uprostřed)
  - kondenzační (nahoře)

- Parametry:
  - minimální délka trubice je 2m (optimální délka je 3–4m)
  - kapalina: voda, alkohol, chladiva

- výhody:
  - oddělené vzduchové proudy
  - poměrně malé rozměry
  - nejsou pohyblivé části = jednoduchost

- nevýhody:
  - vzduchovody jsou blízko sebe
  - špatná regulovatelnost

## Kontaktní

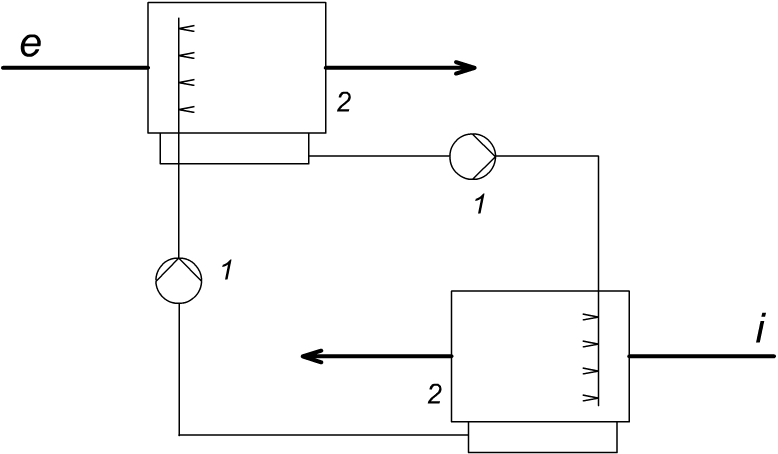
Schéma kontaktního výměníku
e – přívod vzduchu z exteriéru, i – přívod vzduchu z interiéru, 1 – čerpadlo, 2 – pračka vzduchu

Principem je sprchování vzduchu vhodnou kapalinou (např. roztok chloridu lithného LiCl), která snímá z horkého vzduchu nejen teplo zjevné, ve kterém ohříváme přiváděný vzduch.

-Účinnost až 70%.
- proces probíhá ve velkých pračkách vzduchu, kde kapalina cirkuluje pomocí čerpadel.
- teplo zjevné (citelné) – ve vzduchu
- teplo latentní – teplovodní páry

- výhody:
  - vyšší účinnost
  - výměna obou tepel (zjevné, latentní)
  - oddělení obou vzduchovodů
  - malý odpor vzduchu.

- nevýhody:
  - kontakt vzduchu s kapalinou
  - možnost přenosu škodlivin
  - použití čerpadel
  - vyšší provozní náklady.

## Regenerační výměníky

### Rotační
Diskový otáčecí výměník se otáčí buď neustále, nebo vždy o 180° a je postaven kolmo k proudění studeného a horkého vzduchu. Materiál výměníku přenášející teplo je buď suchý nebo je napuštěný roztokem chloridu lithného LiCl (vyšší účinnost). Zařízení lze využít v létě i v zimě k chlazení či ohřevu vzduchu.

- účinnost 80 %
- výhody:
  - velmi dobrá účinnost
  - výměna obou tepel (teplo zjevné a latentní)
  - malé rozměry vzhledem k výkonu
  - malé tlakové ztráty
  - malé provozní náklady
  - snadná regulace (zrychlení a zpomalení kola)

- nevýhody:
  - možnost přisávání odpadního vzduchu do proudu přívodního vzduchu
  - možnost zanášení rotoru (nutnost použití kvalitních filtrů)
  - obsahuje elektrický pohon

### Přepínací
přes akumulační složku proudí střídavě odpadní a přívodní médium. Tento systém je typicky využíván například u vysokých pecí. Je také oblíben u některých konstrukcí teplovzdušných motorů (regenerátor stirlingova motoru)
- výhody:
  - jednoduchost
  - dobrá účinnost
  - možnost regulace přepínáním

- nevýhody:
  - styk vzduchu s deskami kontaminovaným odváděným vzduchem
  - nekonstantnost získaného tepla

## Entalpické
Entalpický výměník, má schopnost zpětně získávat nejen pocitové teplo, ale zároveň do určité míry i vlhkost. V této sekci je řeč o výměnících pracujících na rekuperativním principu tj. kontinuální předávání tepelné energie, bez toho aby tato byla nejprve dočasně uložena v mase materiálu a poté uvolněna do protiproudu. Jejich schopnost zpětného zisku vlhkosti je založena na tom, že materiál výměníku umožňuje molekule vody prostoupit tímto materiálem, který tvoří předěl mezi proudy vzduchu přiváděného z venkovního prostředí a odváděného s prostředí interiéru. 

#### Materiál
- celulosa
- polymerová membrána

#### Výhody
- přivádí do interiéru větší absolutní vlhkost než je ve venkovním prostředí
- vzhledem k výrazně horší účinnosti má menší potřebu protinámrazové ochrany

##### Nevýhody
- výrazně nižší účinnost zpětného zisku tepla – chladnější vzduch je dopravován do interiéru
- vyšší pořizovací cena
- omezená životnost

## Řízené entalpické
Kombinují výhody jak výměníků senzibilních, tak entalpických. Eliminují přitom jejich nevýhody.

#### Výhody
- účinnost zpětného zisku tepla na úrovni senzibilních výměníků
- zpětný zisk vlhkosti
- bez potřeby protinámrazové ochrany

#### Nevýhody
- je zapotřebí naprosto rozdílného vnitřního uspořádání rekuperační jednotky
- nelze použít u žádné rekuperační jednotky, která využívá standardního senzibilní či entalpický výměník – nutno vyvinout kompletně novou jednotku